# Walter Wanderley

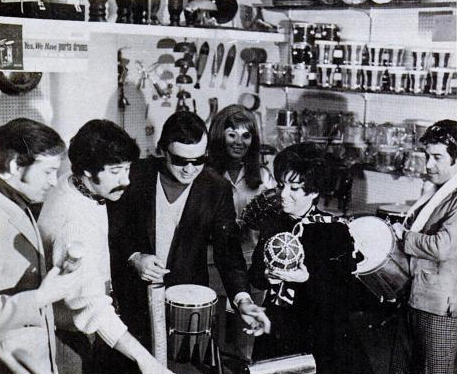
Wanderley (3.v.l.) mit Band 1968.

Walter Wanderley (* 12. Mai 1932 in Recife, Brasilien; † 4. September 1986 in San Francisco) war ein brasilianischer Organist und Pianist, der mit seiner Latin- und Bossa-Nova-Musik bekannt wurde.

## Leben
Wanderley spielte bereits mit fünf Jahren Piano; mit zwölf Jahren erhielt er Unterricht in Musiktheorie. 1958 zog er nach São Paulo, wo er in den Nachtclubs musizierte und 1959 die Gelegenheit für erste Aufnahmen erhielt, zunächst als Begleiter von Carlos Lyra und dessen Frau, der Sängerin Isaurinha Garcia. Bald arbeitete er auch mit Marcos Valle, Antônio Carlos Jobim und João Donato. Durch die Zusammenarbeit mit João Gilberto erlangte er auch internationale Bekanntheit. Von 1966 bis 1967 nahm er unter dem Label The Verve Music Group und dem Namen The Walter Wanderley Trio, das neben ihm aus Claudio Slon (Schlagzeug) und Jose Marino (Bass) bestand, die drei Alben Rainforest, Cheganca und A Certain Smile, A Certain Sadness auf (letzteres unter der Mitwirkung der Sängerin Astrud Gilberto).
Die drei Alben wurden von Creed Taylor in den Vereinigten Staaten produziert.
Mit der US-Aufnahme von Samba de Verão (auch als Summer Samba oder So Nice bekannt) erreichte Wanderley im Sommer 1966 den Platz 23 der Billboard-Charts.
Wanderley war für seine stakkatoartige Spielart und die Beherrschung der Hammond-B-3-Orgel bekannt. Er nahm 46 Alben unter eigenem Namen auf. Walter Wanderley verstarb im Alter von 54 Jahren an den Folgen einer Krebserkrankung.

## Diskografie
- 1959: Festa Dançante (RGE)
- 1959: Feito Sob Medida (Odeon MOFB-3109)
- 1960: Eu, Você e Walter Wanderley (Odeon MOFB-3085)
- 1961: Sucessos Dançantes Em Ritmo de Romance (Odeon MOFB-3155)
- 1961: O Sucesso é Samba (Odeon MOFB-3204)
- 1962: Samba é Samba (Odeon MOFB-3248)
- 1962: O Samba é Mais Samba (Odeon MOFB-3285)
- 1962: E O Bolero (Odeon MOFB-3289)
- 1963: Samba No Esquema (Odeon MOFB-3358)
- 1963: Walter Wanderley’s Brazilian Organ (Capitol ST-1856)
- 1964: Entre Nós (Philips P 632.197 L)
- 1964: Órgão Sax Sexy (Philips P 632.721 L)
- 1964: O Toque Inconfundivel (Philips P 632.726 L)
- 1965: Quarteto Bossamba (Som Maior)
- 1965: O Autêntico Walter Wanderley (Philips P 632.757 L)
- 1965: Samba So (Fermata)
- 1966: Sucessos + Boleros (Philips P.632.894 L)
- 1966: Rain Forest (Verve V6-8658)
- 1966: A Certain Smile, a Certain Sadness (mit Astrud Gilberto, Verve V6-8673)
- 1966: Cheganca (Verve V6-8676)
- 1967: Brazilian Blend (Philips PHM 600-227)
- 1967: Organ-ized (Philips – PHM 200-233)
- 1967: Batucada (Verve V6-8706)
- 1967: Popcorn (mit Luiz Henrique, Verve V6-8734)
- 1967: Murmúrio (Tower ST 5058)
- 1967: Kee-Ka-Roo (Verve V6-8739)
- 1968: When It Was Done (A&M Records, CTI Records SP-3018)
- 1969: Moondreams (A&M Records, CTI Records SP-3022)
- 1971: The Return of the Original (Beverly #SULP 19004)
- 1980: Brazil's Greatest Hits! (GNP Crescendo)
- 1981: Perpetual Motion Love (GNP Crescendo #GNPD 2142)
- 1981: Bossa Nova Showcase (GNP Crescendo #K28P-299)